# Linux Kodachi
Linux Kodachi è una distribuzione Linux basata su Debian e Xubuntu, focalizzato sulla Cybersecurity e informatica forense, così come per l'anonimato in generale. Viene usato generalmente come distribuzione Live.

## Descrizione
L'attuale versione 8.26 è basata su Xubuntu 18.04.5 e kernel Linux 5.4.217. Fa uso di una versione personalizzata dell'ambiente grafico Xfce.

## Requisiti consigliati[1]
- processore Intel Core i3
- 2GB di RAM
- 30GB di spazio libero su disco

## Caratteristiche distintive
L'aspetto principale di Linux Kodachi è il totale instradamento del traffico, prima tramite la VPN che si preferisce, in seguito rete Tor. È disponibile anche la funzionalità di multi-tor, per un maggiore anonimato, consentendo poi anche altre personalizzazioni, occultamento dell'indirizzo IP, cambio dell'indirizzo MAC. Grazie a queste funzionalità aggiuntive, nel complesso è ritenuto più completo rispetto alla distribuzione più simile Tails.
Su DistroWatch è presente tutta la lista dei pacchetti e software preinstallati. È possibile poi installare vari pacchetti DEB (apt), anche da terminale.